# Copa de Andalucía de Balonmano
La Copa de Andalucía es una competición de balonmano que se disputa anualmente en Andalucía, España, siendo su primera edición en 1996. Está organizada por la Federación Andaluza de Balonmano y enfrenta a equipos de balonmano de dicha comunidad autónoma. El Club Balonmano Pozoblanco, el Club Balonmano Antequera y el Ángel Ximénez - Puente Genil C.BM consiguieron el trofeo en propiedad al ganarlo tres veces consecutivas.
El Ángel Ximénez - Puente Genil C.BM es el único club que ha conseguido el trofeo en propiedad en dos ocasiones.

## Sistema de competición
Este torneo se disputa a principios de temporada. El sistema de competición está basado en una final en la cuál está automáticamente clasificado el equipo andaluz participante en la máxima categoría (Liga Asobal) y el otro participante logra su plaza a través de una fase previa entre todos los equipos andaluces que compitan en División de Honor Plata de la temporada por comenzar.
| Edición | Temporada | Campeón                           | Finalista                         | Resultado | Localidad                                             |
| ------- | --------- | --------------------------------- | --------------------------------- | --------- | ----------------------------------------------------- |
| I       | 1996      | Club Balonmano Maristas †         |                                   |           |                                                       |
| II      | 1997      | Club Balonmano Maristas †         |                                   |           |                                                       |
| III     | 1998      | Club Balonmano Pozoblanco         |                                   |           |                                                       |
| IV      | 1999      | Club Balonmano Pozoblanco         |                                   |           |                                                       |
| V       | 2000      | Club Balonmano Pozoblanco         |                                   |           |                                                       |
| VI      | 2001      | Universidad de Granada †          |                                   |           |                                                       |
| VII     | 2002      | Balonmano Persan Rochelambert †   |                                   |           |                                                       |
| VIII    | 2003      | Balonmano Ciudad de Almería †     |                                   |           |                                                       |
| IX      | 2004      | Algeciras Balonmano †             |                                   |           |                                                       |
| X       | 2005      | Algeciras Balonmano †             |                                   |           |                                                       |
| XI      | 2006      | Balonmano Ciudad de Almería †     |                                   |           |                                                       |
| XII     | 2007      | Club Balonmano Antequera †        |                                   |           |                                                       |
| XIII    | 2008      | Club Balonmano Antequera †        |                                   |           |                                                       |
| XIV     | 2009      | Club Balonmano Antequera †        |                                   |           |                                                       |
| XV      | 2010      | Club Balonmano Antequera †        | Club Balonmano Pozoblanco         | 26-23     | Pabellón Fernando Argüelles, Antequera                |
| XVI     | 2011      | Ángel Ximénez - Puente Genil C.BM |                                   |           |                                                       |
| XVII    | 2012      | Ángel Ximénez - Puente Genil C.BM |                                   |           |                                                       |
| XVIII   | 2013      | Ángel Ximénez - Puente Geni C.BM  | Club Balonmano Pozoblanco         | 32-29     | Pabellón Juan Sepúlveda, Pozoblanco                   |
| XIX     | 2014      | Balonmano Los Dólmenes Antequera  |                                   |           |                                                       |
| XX      | 2015      | ARS Palma del Río                 | Ángel Ximénez - Puente Genil C.BM | 26-25     | Pabellón Alcalde Miguel Salas, Puente Genil           |
| XXI     | 2016      | ARS Palma del Río                 | Ángel Ximénez - Puente Genil C.BM | 29-28     | Pabellón polideportivo de Lucena, Lucena              |
| XXII    | 2017      | Ángel Ximénez - Puente Genil C.BM | Balonmano Los Dólmenes Antequera  | 34-23     | Pabellón polideportivo de Lucena, Lucena              |
| XXIII   | 2018      | Ángel Ximénez-Puente Genil CBM    | Conservas Alsur Antequera         | 25-24     | Pabellón municipal de Loja, Loja                      |
| XXIV    | 2019      | Balonmano Los Dólmenes Antequera  |                                   |           |                                                       |
| XXV     | 2020/21   | Ángel Ximénez - Puente Genil C.BM | Trops Málaga                      | 23-19     | Pabellón Colegio Los Olivos, Málaga                   |
| XXVI    | 2021/22   | Ángel Ximénez - Puente Genil C.BM | BM Iberoquinoa Antequera          | 35-26     | Pabellón Fernando Argüelles, Antequera                |
| XXVII   | 2022/23   | Ángel Ximénez - Puente Genil C.BM | BM Conservas ALSUR Antequera      | 35-28     | Pabellón deportivo Alcalde Miguel Salas, Puente Genil |
| XXVIII  | 2023/24   | Ángel Ximénez - Puente Genil C.BM | Trops Málaga                      | 28-25     | Polideportivo Ciudad Jardín, Málaga                   |
| XXIX    | 2024/25   | BM Proin Triana                   | Ángel Ximénez-Puente Genil C.BM   | 35-31     | Pabellón municipal Juan Sepúlveda, Pozoblanco         |

## Palmarés
- 9 títulos:  Ángel Ximénez - Puente Genil C.BM.
- 4 títulos:  Club Balonmano Antequera †.
- 3 títulos:  Club Balonmano Pozoblanco.
- 2 títulos:  Club Balonmano Maristas †,  Algeciras Balonmano †,  Balonmano Ciudad de Almería †,  ARS Palma del Río,  Balonmano Los Dólmenes Antequera.
- 1 título:  Universidad de Granada †,  Balonmano Persan Rochelambert † y   BM Proin Triana.